# 喘鳴
喘鳴（英語：Stridor, Sibilant Rhonchi）是指呼吸過程中呼吸道持續產生的粗糙聲音。哮鳴發生的原因是由於呼吸道的某些部分縮小或被堵塞，亦可能是呼吸道內的氣流速度提高。喘息在長期肺部患病者、上呼吸道感染（感冒）患者非常常見，哮喘發作時或患由肺癌或喉癌時也會出現喘鳴。
哮喘的鑑別診斷方法有很多，喘息的成因通常是根據臨床檢查，喘息聲的特點及患者的病歷決定。

## 特徵
喘鳴可以出現在呼吸道的任何一個地方，取決於氣道阻塞的位置和性質。透過量度喘鳴聲的強弱大致可以分析氣道阻塞的程度。支氣管疾病通常會導致喘鳴。呼氣時出現哮鳴意味著患者的呼氣時的峰速比正常低50％。吸氣時出現喘息往往是氣管僵硬狹窄的跡象，通常由腫瘤，異物或疤痕引起的。如果喘鳴聲單調，而且只在吸氣時出現，聽上去聲音的距離比較近，那就很有可能是氣管導致喘鳴的問題。過敏性肺炎也會導致吸氣時出現喘鳴。如果在吸氣和呼氣時均出現喘鳴，可能是因爲肺泡出現週期性洩氣的問題，有可能是由肺部出現局部凹陷所導致。
哮鳴聲出現的位置是診斷問題的重要因素。通過聽診器偵測整個胸部發出的聲音是其中診斷大面積出現哮鳴聲的方法。如果哮鳴出現在部分被阻擋的呼吸道上會發出較爲集中和清楚的聲音，通常較容易被察覺。哮鳴聲的音調並不能準確估計出呼吸道收窄的程度。
strīdo是喘鳴聲的一種，特點是聲音刺耳和高亢。這特殊喘鳴聲通常由上呼吸道如氣管，會厭，或喉部的阻塞所做成。這種聲音的出現表示患者可能沒有足夠的空氣到達肺部，甚至開始出現窒息，可能需要施以急救。

## 延伸閱讀
- Godfrey S, Uwyyed K, Springer C, Avital A. . Pediatr Pulmonol. Mar 2004, 37 (3): 193–200. PMID 14966812. doi:10.1002/ppul.10434.

## 外部連結
- Audio Breath Sounds（页面存档备份，存于） - Multiple case studies with audio files of lung sounds.
- R.A.L.E. Repository（页面存档备份，存于） - sound files of breath sounds